# Felipe de Vendôme
Felipe de Borbón-Vendôme, “El Gran Prior” (23 de agosto de 1655 - 24 de enero de 1727), era hijo de Luis II de Vendôme y Laura Mancini, bisnieto de Enrique IV de Francia y Gabriela de Estrées, y último jefe de la Casa de Borbón-Vendôme. Fue Gran Prior para Francia en la Orden de Malta y comandante del ejército francés. A lo largo de su vida ocupó altos rangos militares en varios puestos de mando. 

## Primeros años
Nació en 1655 hijo de Luis de Borbón, duque de Vendôme, y Laura Mancini, sobrina del Cardenal Mazarino. A la edad de siete años, le fue entregada en comanda la Abadía de la Trinidad (42.º Abad y 10º Abad comendatario). Fue sólo la primera de las abadías que obtuvo, sin nunca residir allí.
En 1666, a la temprana edad de once años, en la Orden de San Juan de Jerusalén, fue nombrado Prior en la Lengua de Francia; y en 1678, con el título de Gran Prior, reservado a los descendientes de la familia real. 
Amigo de las letras, llevó en su casa del templo, sede del Gran Priorato en París, la más fastuosa y a menudo la más escandalosa vida. Protegió particularmente al mundano Abad Chaulieu, así como al pintor Jean Raoux, exestudiante como Hyacinthe Rigaud, de Antoine Ranc en Montpellier; que le dejó un famoso retrato.

## Vida militar
Entre sus primeras campañas militares estuvo el Asedio de Candía (Creta) en 1669, durante el cual luchó contra las fuerzas otomanas. Durante esta campaña, su tío, Francisco de Borbón, duque de Beaufort, fue asesinado.
Más tarde en su posición de Gran Prior para Francia en la Orden de Malta, fue capaz de alcanzar numerosos mandos militares, luchando en combates como las batallas de Fleurus, Steenkerque y Marsaglia. Hizo también las campañas de Holanda y Alsacia, se convirtió en mariscal de campo en 1691 y en teniente general en 1693.
Durante la Guerra de Sucesión Española, estuvo brevemente al mando de las fuerzas francesas en Italia. Las fuerzas de oposición austriacas estaban al mando del príncipe Eugenio de Saboya, un comandante más hábil que él, por lo que su hermano Luis José, otro alto comandante francés, tuvo que ayudarlo durante la Batalla de Cassano en 1705. Posteriormente, fue degradado a una posición subordinada a la de su hermano, y sirvió en este papel durante otras campañas ocurridas en Flandes.

## Muerte
Después de la muerte de su hermano Luis José, heredó el ducado de Vendôme pero no sus posesiones, que fueron incorporadas a la Corona francesa por su rey Luis XIV. Al morir sin descendencia, los títulos que ostentaba se extinguieron.